# Бочельниково
Бочельниково — деревня в Лихославльском районе Тверской области.

## География
Находится в центральной части Тверской области на расстоянии приблизительно 13 км на восток-северо-восток по прямой от районного центра города Лихославль.

## История
Деревня была отмечена как Дроздова ещё на карте Менде, состояние местности на которой соответствует 1848 году. В 1859 году здесь (деревня Тверского уезда) было учтено 28 дворов, в 1886 — 54 дома. В советское время работали колхозы «Красная борозда» и им. Дзержинского. До 2017 деревня входила в Первитинское сельское поселение Лихославльского района, а с 2017 до 2021 год в Кавское сельское поселение до его упразднения.

## Население
Численность населения: 236 человек (1859 год), 280 (1886), 22 (русские 100 %) в 2002 году, 18 в 2010.